# احتجاجات خوزستان 2018
احتجاجات خوزستان 2018 وتُعرف كذلك باسمِ انتفاضة الكرامة، هي سلسلة من الاحتجاجات المستمرة من قبل الإيرانيين العرب في محافظة خوزستان في إيران. بدأت الاحتجاجات في 28 آذار/مارس 2018 ضدّ التمييز الذي يستهدفُ العرقية العربية الأقليّة.

## الجدول الزمني

### 28 آذار/مارس
بدأت الاحتجاجات في البداية في الأهواز يوم 28 آذار/مارس وذلك بعد عرضِ رسوم مُتحرّكة تستخدم التماثيل التي تُصوّر أعراق مختلفة من إيران بينمَا تجاهلت الأقلية العربية في خوزستان.

### 29 حزيران/يونيو-1 تموز/يوليو
بحاول 29 حزيران/يونيو اندلعت احتجاجات حاشدة في خرمشهر وعبادان وغيرها من مدن محافظة خوزستان. كانتِ المظاهرات في البداية سلمية حيثُ ردّد المتظاهرون عبارات تدين التمييز والعنصريّة باللغتين العربية والفارسية. في أواخر سبت 30 يونيو وفي وقت مبكر من صباح يوم الأحد 1 يوليو؛ بدأَ المتظاهرون بإلقاء الحجارة ومواجهة قوات الأمن في خرمشهر مما أدى إلى تصاعد العنف واستخدام نيران الرشاشات الثقيلة. أظهر فيديو انتشرَ على وسائل التواصل الاجتماعي سحب مجموعة من المتظاهرين لرجل عاجز عن المشي بعدما تمّ استهدافهُ من قِبل القوات الإيرانية. أكّدَ التلفزيون الرسمي للدولة الإيرانية في الواحد من تموز/يوليو أن «السلام قد عاد لخرمشهر» كما أكدَ في ذات البيان على اعتقال عدد غير محدد من المتظاهرين بسبب «حملهم لأسلحة نارية» خلال الاضطرابات. صرّحَ وزير الداخلية الإيراني عبد الرضا رحماني فضلي للصحفيين باحتمالية وقوع قتلى جرّاء ما حصل ثمّ قال في وقتٍ لاحق أن هذا العُنف قد تسبّب في جرح مدني واحد و10 من ضباط الشرطة إلا أنّ بعض المصادر خارج إيران أكدت على مقتل أحد المتظاهرين خلال الاحتجاجات.

## الاعتقالات
اعتقلت الشرطة الإيرانيّة ما يصل إلى 140 شخصًا خلال هذه الاحتجاجات.